# NGC 3809
NGC 3809 este o blazar situată în constelația Ursa Mare. A fost descoperită în 20 august 1866 de către Heinrich Louis d'Arrest. Se află la o distanță de 52,45 de megaparseci de Pământ.